# Гульєльмо I Санудо
Гульєльмо I (італ. Guglielmo I Sanudo; бл. 1265 — 1323) — 4-й герцог Архіпелагу (Наксосу) в 1303—1323 роках.

## Життєпис
Походив з венеційського патриціанського роду Санудо. Старший син Марко II, герцога Архіпелагу. Близько 1285 року призначається губернатором о. Сірос, який 1286 року намагався захищати від нападу флоту Бартоломео Гізі, сеньйора Тіносу, під час так званої Віслючої війни (пірати захопили віслюка мешканця Тіноса і продали Гульєльмо, який відмовився відати віслюка колишньому господареві).
1301 року під час війни Венеції проти Генуї та Візантії намагався змусити венеційців повернути під фактичну владу батька більшість захоплених у візантійців островів, які раніше були частиною герцогства Архіпелагу. Особливо запеклим було протистояння з Джакомо Бароцці за о. Санторіні. Втім без успіху.
1303 року спадкував владу. Продовжив політику за повернення островів. Зумів захопити Джакомо Бароцці, але звільнив того на вимогу Венеції. 1304 року брав участь у лицарському турнірі в Коринфі, де приніс омаж Ізабеллі де Віллардуен та її чоловікові Філіпу.
У 1308—1309 роках надав допомогу великому магістру гсопітальєрів Фульку де Вілларе в захопленні Родосу. Водночас звів на Делосі потужну фортецю. 1309 року Санудо відвоював о.Аморгос. 1311 року відправив військ ана допомогу Готьє I, герцогу Афінському, у протистоянні з Каталонською компанією (загоном арагонських найманців — альмадоварів), але той зазнав поразки.
Захоплення каталонцями влади в Афінському герцогстві створило загрозу для герцогства, яка лише посилилася, коли «каталонці» визнали владу короля Сицилії, давнього супротивника герцогства Архіпелаг. Довелося протистояти спробам сплюндрувати або захопити Кікладські острови. 1313 року Альфонсо Фадріке, генеральний вікарій Афінського герцогства, відібрав у Гульєльмо I острів Мілос.
1315 року почалося військове протистояння з Венецією за о. Андрос, що тривало до самої смерті герцога. Помер Гульєльмо I 1323 року. Йому спадкував старший син Нікколо I

## Родина
- Нікколо (д/н—1341), 5-й герцог Архіпелагу
- Джованні (д/н—1362), 6-й герцог Архіпелагу
- Марино, сеньйор Ніо
- Марко (д/н— після 1376), сеньйор Мілоса
- П'єтро (д/н—1347), лицар ордена госпітальєрів
- донька, дружина П'єтро Дандоло